# دانشگاه ثمثات
دانشگاه ثمثات (مخفف: TU تایلندی: มธ. ; تایلندی: มหาวิทยาลัยธรรมศาสตร์، آرتی‌جی‌اس: Mahawitthayalai Thammasat , تلفظ tʰām.mā.sà:t) یک دانشگاه تحقیقاتی دولتی در تایلند با پردیس‌هایی در شمال بانکوک؛ پاتایا و استان لامپانگ است. این دانشگاه دارای ۱۹ دانشکده، هفت کالج و هفت مؤسسه است.